# Arbeitsgericht Sondershausen
Das Arbeitsgericht Sondershausen war ein Gericht der Arbeitsgerichtsbarkeit mit Sitz in Sondershausen.

## Geschichte
Gemäß Arbeitsgerichtsgesetz vom 23. Dezember 1926 wurden in Deutschland Arbeitsgerichte gebildet. Für Thüringen entstand so 1927 das Landesarbeitsgericht Jena. In Sondershausen entstand das Arbeitsgericht Sondershausen. Sein Sprengel umfasste den Bezirke der Amtsgerichte Sondershausen, Allstedt, Ebeleben, Bad Frankenhausen und Greußen. Es bestand jeweils eine Kammer für Arbeiter, für Angestellte und für Handwerk. Gerichtstage wurden in Bad Frankenhausen gehalten.
Nach der Besetzung Deutschlands durch die Alliierten wurden 1945 zunächst alle Gerichte geschlossen. Die ordentlichen Gerichte wurden schon bald wieder eröffnet, während die Arbeitsgerichte zunächst außer in Hamburg nicht wieder eingerichtet wurden, so dass arbeitsgerichtliche Streitigkeiten von den ordentlichen Gerichten erledigt werden mussten. Gemäß Kontrollratsgesetz 21 sollten in Deutschland Arbeitsgerichte aufgebaut werden. So wurde in Sondershausen wurde das Arbeitsgericht neu gebildet. Gerichtssprengel waren nun Landkreis Sondershausen. Revisionsinstanz war nun das Thüringer Landesarbeitsgericht in Erfurt. In der DDR bestanden 1952 bis 1963 Arbeitsgerichte auf Kreis- und Bezirksebene. Nachdem diese 1963 in die Kreis- und Bezirksgerichte integriert worden waren, gab es keine gesonderten Arbeitsgerichte mehr.
Nach der Wende entstand das Arbeitsgericht Sondershausen 1993 nicht neu.